# 史弥巩

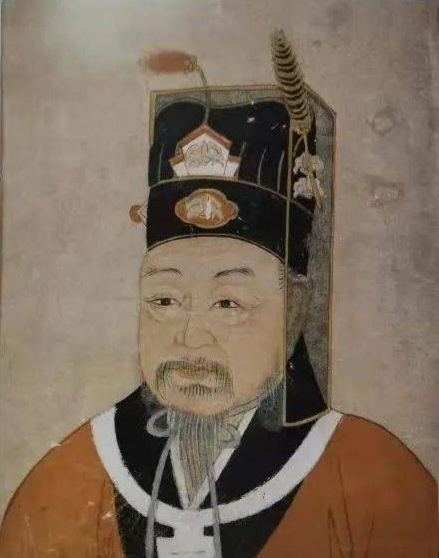
《史家祖宗畫像及傳記、題跋》之史彌鞏像，明人繪，現藏於寧波市鄞州區檔案館

史弥巩（1172年1月16日—1250年3月28日），字南叔，号独善，兩浙東路鄞縣（今浙江寧波）人，南宋政治人物，進士出身。

## 生平简介
紹熙四年（1193年）入太學，升上舍，因早年再從兄史彌遠主掌朝政，為了避嫌，長達十年的時間沒去參加科考，直至嘉定十年（1217年）才登进士，歷任峡州教授、知溧水县事、秘书郎、知衢州事，江东提刑、江西宣抚使，知婺州事、华文阁大學士等官。淳祐十年二月二十四日（1250年3月28日）卒，壽八十岁。

## 著作
著有《独善先生文集》，已佚。

## 家族
太學生史渐六子，權相史彌遠再從弟。

## 遗迹
- 浙江省宁波市东钱湖南宋石刻群，古野岙司封郎中史弥巩墓道石刻[8]

## 引用
1. ↑  清·佚名，《史家祖宗畫像及傳記》（跋）：“少師直華文閣開國公，諱彌鞏，字南叔，號獨善，第千七二，生於乾道七年辛卯臘月十九日，淳祐十年庚戌二月庚申卒，享年八十。”
2. ↑  元·脫脫等，《宋史》（卷243）：“彌遠從弟也。好學強記。紹熙四年，入太學，升上舍。時彌遠柄國，寄理不獲試，淹抑十載。嘉定十年，始登進士第。”
3. ↑  清朝光绪《溧水县志》卷五
4. ↑  《南宋馆阁续录》卷八
5. ↑  清朝康熙《衢州府志》卷一二
6. ↑  清朝雍正《江西通志》卷四六
7. ↑  《南宋兩浙路社會流動的考察》，黃寬重，1991年第1期，P.70，《興大歷史學報》年刊
8. ↑  . 浙江省宁波市南宋石刻公园. 2006-12-15  [2010年6月20日]. （原始内容 (asp)存档于2007年8月25日） （中文）.